# Ядроминский сельский округ
Ядро́минский се́льский о́круг — упразднённая административно-территориальная единица, существовавшая на территории Истринского района Московской области в 1994—2006 годах.
Ядроминский сельсовет был образован в первые годы советской власти. По данным 1919 года он входил в состав Ново-Петровской волости Рузского уезда Московской губернии.
9 марта 1921 года Ново-Петровская волость была передана в Воскресенский уезд.
В 1924 году Ядроминский с/с был упразднён путём объединения с Рыжковским с/с в Дуплевский с/с.
В 1929 году Ядроминский с/с был восстановлен в составе Новопетровского района Московского округа Московской области путём объединения Дуплевского и Чановского с/с.
24 ноября 1931 года к Ядроминскому с/с была присоединена часть территории упразднённого национального сельсовета колонии имени Томпа.
4 апреля 1939 года в Ядроминском с/с селение Холуяниха было переименовано в Лужки.
17 июля 1939 года к Ядроминскому с/с был присоединён Троицкий с/с.
4 января 1952 года из Первомайского с/с в Ядроминский было передано селение Рубцово.
14 июня 1954 года к Ядроминскому с/с был присоединён Первомайский с/с.
3 июня 1959 года Новопетровский район был упразднён и Ядроминский с/с был передан в Рузский район.
16 сентября 1960 года Ядроминский с/с был передан в восстановленный Истринский район.
1 февраля 1963 года Истринский район был упразднён и Ядроминский с/с вошёл в Солнечногорский сельский район.
31 августа 1963 года из упразднённого Савельевского с/с в Ядроминский были переданы селения Горки, Долево, Курово, Медведки, Малое Курсаково, Назарово, Парфёнки, Покосово, Савельево, Семенково и Шишаиха.
11 января 1965 года Ядроминский с/с был возвращён в восстановленный Истринский район.
3 февраля 1994 года Ядроминский с/с был преобразован в Ядроминский сельский округ.
2 октября 1996 года в Ядроминском с/о посёлок совхоза «Курсаково» был переименован в посёлок Курсаково.
6 декабря 2001 года в Ядроминском с/о деревня Овощная была присоединена к деревне Бутырки.
10 ноября 2004 года в Ядроминском с/о посёлок совхоза «Курсаково-1» был переименован в посёлок Хуторки.
В ходе муниципальной реформы 2004—2005 годов Ядроминский сельский округ прекратил своё существование как муниципальная единица. При этом все его населённые пункты были переданы в сельское поселение Ядроминское.
29 ноября 2006 года Ядроминский сельский округ исключён из учётных данных административно-территориальных и территориальных единиц Московской области.